# Woolloomooloo, New South Wales
Woolloomooloo este o suburbie în Sydney, Australia.